# Chiesa di San Zeno vecchia
La chiesa di San Zeno vecchia, meglio nota come chiesa di San Zeno o chiesa di San Zenone è un ex luogo di culto cattolico, oggi teatro parrocchiale e sala polifunzionale di Vigasio, in provincia e diocesi di Verona.

## Storia
La prima traccia di una chiesa dedicata all'ottavo Vescovo di Verona risale al 1004 quando una donna, Domenica, donò al Monastero di San Zeno in Verona alcuni terreni a Vigasio, permettendone l'usufrutto al sacerdote Giovanni della locale chiesa di San Zeno.
Il Papa Eugenio III, nella bolla del 1145, la Piae postulatio voluntatis, la ricorda con il titolo di pieve e sottoposta alla giurisdizione del Vescovo di Verona Teobaldo. L'edificio, forse risalente al X secolo, si trovava all'interno del castello di Vigasio.
Tra il XII e il XIII secolo risulta essere amministrata da una collegiata di chierici che vivono in comune e dotati di propri beni.
La pieve era importante anche dal punto di vista civile, visto che al suo interno si riuniva il consiglio della comunità e sotto il portico la “Vicinia”, cioè la riunione dei capifamiglia.
Nei primi anni del Quattrocento si decise di costruire un nuovo edificio sacro, più capiente e più comodo per la comunità, mentre la pieve, divenuta una chiesa ad essa soggetta, fu demolita nel Cinquecento.
Risale al 1473 il fonte battesimale, oggi nella nuova parrocchiale, con iscrizione che ricorda il pontefice, l'imperatore e l'arciprete viventi in quell'anno: Sisto III, Federico III d'Asburgo e Bonaventurino da Pescantina.
Grazie alle relazioni delle visite pastorali dei vescovi Gian Matteo Giberti nel 1526 e Agostino Valier nel 1595, sappiamo che in quel periodo di tempo la chiesa fu ristrutturata, visto che il primo si era lamentato delle cattive condizioni della chiesa, mentre il secondo trova una chiesa in perfette condizioni e con sette altari.
Nel 1506 la chiesa fu arricchita di una statua lignea della Beata Vergine Maria e, qualche anno dopo, da un altare con tre piccole statue lignee raffiguranti i santi Zeno, Sebastiano e Rocco.
Nel Seicento avvengono le visite pastorali del Vescovo Sebastiano Pisani I (1654 e 1662), che registra altri cambiamenti all'interno della chiesa, come la presenza di un organo, dei confessionali e di un Crocifisso. Inoltre, nel 1672 il fonte battesimale viene installato in una piccola cappella creata sfondando il muro sul lato del cimitero.
La chiesa conteneva anche alcune tele attribuite all'Orbetto e alla scuola del Veronese.
Agli anni trenta del XIX secolo risale, invece, l'oratorio della Confraternita del Santissimo Sacramento, ancora oggi a fianco della chiesa parrocchiale.
Tra il 1848 e il 1849 si compiono lavori importanti per l'edificio. La chiesa fu ampliata in lunghezza verso la facciata, poi smantellata, con l'aggiunta di un nuovo e profondo presbiterio con coro semicircolare. Viene così capovolto l'orientamento del luogo sacro, portando alla creazione di una nuova facciata verso oriente.
Nel 1906 fu sostituito il pavimento in cotto con uno in granulato, mentre al 1927 risale l'acquisto dell'organo Farinati. La zona absidale fu rifatta nel 1929, quando furono abbattute le pareti laterali del presbiterio per collocare delle colonne marmoree.
Nel 1968 fu costruita la nuova chiesa parrocchiale e il vecchio luogo di culto fu usato prima come oratorio e poi come teatro parrocchiale. 
Nel 2005, con progetto dell'architetto Carlo Visioli, fu restaurata la facciata.

## Descrizione

### Esterno
La facciata continua è in stile neoclassico e rivolta ad oriente, con rivestimento ad intonaco di colore panna e beige. Due paraste di ordine tuscanico la dividono in tre parti, con al centro il portale rettangolare. Sulla verticale con quest'ultimo, al di sotto della trabeazione, è dipinto un orologio di forma circolare. 

### Interno
La chiesa, oggi teatro e sala polifunzionale, presenta un'aula unica, con sei cappelle laterali, tre per lato.
La copertura dell'aula è un'ampia volta a botte con unghie laterali, decorata da due medaglioni raffiguranti San Zeno e l'Assunzione della Madonna, opera del pittore Giuseppe Resi eseguita nel 1939.
Lo spazio interno presenta delle lesene di ordine ionico, su cui è impostata la trabeazione sommitale, mentre le arcate introducono alle cappelle laterali. Le finestre semicircolari illuminano lo spazio interno.
Il presbiterio, a base quadrangolare, è chiuso da un'abside semicircolare. Nel catino absidale vi è affrescato ‘'Gesù Cristo Buon Pastore, opera del 1939 del pittore Resi.

I locali ai lati del presbiterio ospitavano in origine la sacrestia e una cappella.
Da questo edificio furono trasportati nella nuova chiesa l'altare maggiore del XVIII secolo, il fonte battesimale, le sculture lignee della pieve quattrocentesca e l'organo Farinati, seppur riveduto e dotato di una nuova consolle. Anche la Pietà di Zeno Dionise e la pala con i Santi Pietro Martire, Eurosia e Francesco d'Assisi furono portate nella nuova parrocchiale, entrambe visibili ai lati dell'altare maggiore.

## Campanile e campane
Il campanile è addossato e parzialmente inglobato nel fianco settentrionale della chiesa. A pianta quadrangolare, con fusto in mattoni di laterizio, parzialmente faccia a vista, ha una cella campanaria con monofore a tutto sesto, una per lato. La copertura è conica, in cotto.
Il concerto campanario collocato nella torre era composto da 5 campane in MIb3 montate alla veronese.
 
La campana maggiore pesava intorno agli 800 kg ed era stata fusa da Cavadini nel 1896.
La seconda campana del concerto era stata fusa nel 1940, la terza era della fusione del 1896, la quarta nel 1921 e la quinta nel 1909.
Con la costruzione della nuova chiesa furono spostate sull'alto tiburio.